# 傑伊·格林
傑伊·格林（ Jay Henry Greene ，1942年5月17日—2017年10月8日）是美國國家航空暨太空總署的一名工程師。 2000年至2004年，他擔任林登·詹森太空中心的首席工程師，主要職責是為中心主任提供建議 他在阿波羅計劃期間擔任FIDO飛行控制員，1982年至1986年擔任飛行指揮官，並在1986年挑戰者號太空梭災難期間擔任升空飛行指揮官。